# 王夢雲 (立法委員)
王夢雲（1896年12月11日—1994年8月12日），字祝三，派名安礽，男，海南瓊山縣儒文村人，中华民国政治人物。民國39年（1950年）由律師公會遞補當選第一屆立法委員

## 生平[2][3]
先後就讀於府城筆新小學、省城法政學校，畢業于北平朝陽大學、日本大學法科。十二年在海口創立海南書局，十五年夏歸國任海口市政府民政科長，十六年任潮梅警備司令部代經理處長、代理揭陽縣長，十八年任廣州地方法院推事，十九年往南京任陸軍軍官學校政治教官，二十三年任陸軍步校上校編譯官，抗戰後赴渝，三十年任軍事委員會第一遊擊司令部少將參議，三十二年任大夏大學教授兼執業律師，三十五年受聘海南大學教授，入台後，籌建臺北市海南同鄉會所，輯印《宋白真人玉蟾全集》、《丘文莊公叢書》、《海忠介公全集》等書。